# اچ‌ام‌اس پاترول (۱۹۰۴)
اچ‌ام‌اس پاترول (۱۹۰۴) (به انگلیسی: HMS Patrol (1904)) یک کشتی بود که طول آن ۳۸۵ فوت (۱۱۷ متر) بود. این کشتی در سال ۱۹۰۴ ساخته شد.